# Ceriospora polygonacearum
Ceriospora polygonacearum är en svampart som först beskrevs av Franz Petrak, och fick sitt nu gällande namn av Piroz. & Morgan-Jones 1968. Ceriospora polygonacearum ingår i släktet Ceriospora och familjen Annulatascaceae.   Inga underarter finns listade i Catalogue of Life.